# Samuel Chinarro
Pas d'image ? Cliquez ici

a Compétitions nationales et continentales officielles uniquement.

Samuel Chinarro, né le 2 mars 1974 à Madrid, est un joueur français de rugby à XV jouant au poste de deuxième ligne.

## Palmarès

### En club
- Vainqueur du challenge Du Manoir en 1994 (avec l'USAP)
- Champion de France Reichel en 1992 (avec Perpignan)

### En sélection nationale
- International scolaire, -18, -21 ans, France A
- International universitaire